# Pat O'Brien (músico)
Pat O'Brien (15 de Dezembro de 1968) é um guitarrista dos Estados Unidos. Ex-guitarrista do Nevermore e Cannibal Corpse.
No início de 2011, fez shows com o Slayer, substituindo Jeff Hanneman enquanto este se recuperava de uma cirurgia.

## Discografia

### comNevermore
- 1996 - In Memory (EP)
- 1996 - The Politics of Ecstasy
- 2009 - Manifesto of Nevermore

### comCannibal Corpse
- Vile - (1996)
- Gallery of Suicide - (1998)
- Bloodthirst - (1999)
- Live Cannibalism - (ao vivo, 2000)
- Gore Obsessed - (2002)
- Worm Infested - (EP, 2002)
- 15 Year Killing Spree - (coletânea, 2003)
- The Wretched Spawn - (2004)
- Kill - (2006)
- Evisceration Plague - (2009)
- Torture - (2012)
- A Skeletal Domain - (2014)